# Marc Maze
Marc Maze (født 17. oktober 1988) er en dansk professionel fodboldspiller, som spiller for B 1908. Han er lillebror til bordtennisspilleren, Michael Maze.